# W

W의 필기체

W, w(double-u 더블유[*])는 로마 문자의 23번째 글자이다.
7세기 고대 영어에서 W는 V를 두 개 겹쳐놓은 모양으로 나타난다. 이 글자는 <uu> 이중음자를 나타내는 데 쓰였고 현재 영어에서 쓰이는 "더블유"라는 이름도 여기서 나왔다. 이 문자는 거의 쓰이지 않았으며 룬 문자 "윈(wynn, Ƿ)"을 대신 사용하였다. 노르만 정복 이후 W의 사용이 늘어 1300년에 와서는 윈 문자를 대신하여 일상 생활에서 쓰이게 되었다.

## 역사
'V'2개가 붙었지만 더블유(double U)라고 부르는 이유는 원래 'U'를 두개 붙여 사용했지만 점점 좁아지며 지금의 더블유가 되었기 때문이라고 한다. 필기체에서는 옛날 그대로 썼다

## 발음
- 양순 연구개 접근음(/w/): 쿠르드어, 웨일스어(모음 앞), 서프리슬란트어(모음 뒤), 영어(웨일스어 유래 외래어, wr·aw·ew·ow의 w는 제외)
- 유성 순치 마찰음(/v/): 표준 독일어, 폴란드어, 저지 소브르어, 서프리슬란트어(모음 앞)
- 순치 접근음(/ʋ/): 저지 독일어, 네덜란드어(u 뒤는 제외)
- 유성 양순 마찰음(/β/): 네덜란드어(u 뒤), 고지 소브르어
- 근후설 원순 근고모음(/ʊ/): 웨일스어(대다수)

## 컴퓨터 부호
| 미리 보기      | W                      | W                      | w                    | w                    |
| -------------- | ---------------------- | ---------------------- | -------------------- | -------------------- |
| 유니코드 이름  | LATIN CAPITAL LETTER W | LATIN CAPITAL LETTER W | LATIN SMALL LETTER W | LATIN SMALL LETTER W |
| 인코딩         | 10진                   | 16진                   | 10진                 | 16진                 |
| 유니코드       | 87                     | U+0057                 | 119                  | U+0077               |
| UTF-8          | 87                     | 57                     | 119                  | 77                   |
| 수치 문자 참조 | &#87;                  | &#x57;                 | &#119;               | &#x77;               |
| EBCDIC 계열    | 230                    | E6                     | 166                  | A6                   |
| ASCII          | 87                     | 57                     | 119                  | 77                   |

## 쓰임
- w는 국제음성기호에서 양순 연구개 접근음을 나타내는 데 쓰인다.
- W는 텅스텐을 나타내는 원소 기호이다.
- W는 여성을 나타낸다.

## 같이 보기
- Ϝ